# Lista episoadelor din K.C sub acoperire
K.C sub acoperire este un serial american, produs de Disney Channel, ce a avut premiera internațională pe 18 ianuarie 2017. 

## Tabelul episoadelor
| Sezon | Sezon | Episoade | Difuzare originală | Difuzare originală | Difuzare România    | Difuzare România  | Difuzare România |
| Sezon | Sezon | Episoade | Premieră sezon     | Final sezon        | Premieră sezon      | Final sezon       |                  |
| ----- | ----- | -------- | ------------------ | ------------------ | ------------------- | ----------------- | ---------------- |
|       | 1     | 27       | 18 ianuarie 2015   | 24 iunie 2016      | 27 semptembrie 2015 | 12 iunie 2016     |                  |
|       | 2     | 24       | 6 martie 2016      | 13 ianuarie 2017   | 10 septembrie 2015  | 3 iunie 2017      |                  |
|       | 3     | 24       | 7 iulie 2017       | 2 februarie 2018   | 9 septembrie 2017   | 20 noiembrie 2018 |                  |

## Sezonul 1(2015-16)
| # (serial) | # (sezon) | Titlu                                                              | Regizat de                    | Scris de                                                                       | Premiera originală | Premiera în România | Cod     |
| --- | --------- | ------------------------------------------------------------------ | ----------------------------- | ------------------------------------------------------------------------------ | ------------------ | ------------------- | ------- |
| 1 | 1         | „Pilot” „Pilot”                                                    | Jon Rosenbaum                 | Poveste de: Corinne Marshall Scenariu de: Rob Lotterstein and Corinne Marshall | 18 ianuarie 2015   | 12 iunie 2015       | 101     |
| Invitați: Trevor Jackson ca Lincoln, Tony Cavalero ca Wally, Ashley Fink ca Reena, Ashlee Fuss ca Juli Absent(i): Trinitee Stokes ca Judy Cooper                                                                               |           |                                                                    |                               |                                                                                |                    |                     |         |
| 2 | 2         | „My Sister from Another Mother... Board” „Sora mea din altă sursă” | Jon Rosenbaum                 | Rob Lotterstein                                                                | 25 ianuarie 2015   | 13 septembrie 2015  | 102     |
| Invitat: Rick Hall ca Agent |           |                                                                    |                               |                                                                                |                    |                     |         |
| 3 | 3         | „Give Me a "K"! Give Me a "C"!” „S-aud un K, s-aud un C!”          | Jon Rosenbaum                 | Rob Lotterstein                                                                | 8 februarie 2015   | 14 iulie 2015       | 103     |
| Invitați: Mckenna Grace ca Quinn, Leah Bateman ca Alina |           |                                                                    |                               |                                                                                |                    |                     |         |
| 4 | 4         | „Off the Grid” „Disparuți fără urmă”                               | Jon Rosenbaum                 | Darin Henry                                                                    | 15 februarie 2015  | 21 iulie 2015       | 106     |
| Invitati: Charlie Robinson ca Pops, Roz Ryan ca Grandma, Diane Delano ca Honey, Tony Cavalero ca Wally Absent(i): Trinitee Stokes ca Judy Cooper                                                                               |           |                                                                    |                               |                                                                                |                    |                     |         |
| 5 | 5         | „Photo Bombed” „Foto Bombardat”                                    | Jon Rosenbaum                 | Rob Lotterstein                                                                | 1 martie 2015      | 13 septembrie 2015  | 104     |
| 6 | 6         | „How K.C. Got Her Swag Back” „Cum și-a reîncăpătat K.C încrederea” | Jon Rosenbaum                 | Jenn Lloyd și Kevin Bonani                                                     | 8 martie 2015      |                     | 108     |
| Invitat: Shainu Bala ca Mikal Absent(i): Trinitee Stokes ca Judy Cooper, Kadeem Hardison ca Craig Cooper |           |                                                                    |                               |                                                                                |                    |                     |         |
| 7 | 7         | „Daddy's Little Princess” „Prințesa lui tata”                      | Jon Rosenbaum                 | Teri Schaffer și Raynelle Swilling                                             | 29 martie 2015     |                     | 107     |
| Invitați: Tom Williamson ca Prince Promomomo, Erron Jay ca Olu Absent(i): Trinitee Stokes ca Judy Cooper, Tammy Townsend ca Kira Cooper                                                                                        |           |                                                                    |                               |                                                                                |                    |                     |         |
| 8 | 8         | „Assignment: Get That Assignment”                                  | Kadeem Hardison               | Rob Lotterstein                                                                | 6 aprilie 2015     | 118                 | 1.54    |
| Invitati: Sherri Shepherd ca Beverly, James DiGiacomo ca Petey, David Shatraw ca Mr. Forman, Madison Horcher ca Trudy, Jaime Moyer ca Mrs. Goldfeder Absent(i): Tammy Townsend ca Kira Cooper, Kadeem Hardison ca Craig Cooper |           |                                                                    |                               |                                                                                |                    |                     |         |
| 9 | 9         | „Spy-anoia Will Destroy Ya”                                        | Rich Correll                  | Eileen Conn                                                                    | 19 aprilie 2015    | 105                 | 2.58    |
| Special Invitat: Bella Thorne ca Jolie Invitat: Kurt Scholler ca Mr. Enright Absent(i): Trinitee Stokes ca Judy Cooper |           |                                                                    |                               |                                                                                |                    |                     |         |
| 10 | 10        | „Double Crossed Part 1” „Joc dublu partea întâi”                   | Joel Zwick Jody Margolin Hahn | Cat Davis și Eddie Quintana Eileen Conn                                        | 29 mai 2015        |                     | 109–110 |
| Invitat: Ross Butler ca Brett Willis |           |                                                                    |                               |                                                                                |                    |                     |         |
| 11 | 11        | „Double Crossed Part 2” „Joc dublu partea a doua”                  | Jon Rosenbaum                 | Rob Lotterstein                                                                | 30 mai 2015        | 111                 |         |
| Invitați: Ross Butler ca Brett Willis, Francois Chau ca Zane |           |                                                                    |                               |                                                                                |                    |                     |         |
| 12 | 12        | „Double Crossed Part 3”                                            | Jon Rosenbaum                 | Darin Henry                                                                    | 31 mai 2015        | 112                 |         |
| Invitați: Ross Butler ca Brett Willis, Francois Chau ca Zane |           |                                                                    |                               |                                                                                |                    |                     |         |
| 13 | 13        | „Stakeout Takeout”                                                 | Jon Rosenbaum                 | Darin Henry                                                                    | 7 iunie 2015       | 117                 | 2.52    |
| Invitati: Sherri Shepherd ca Beverly, Paras Patel ca Delivery Guy, Daniel David Stewart ca Stanley Absent(i): Trinitee Stokes ca Judy Cooper, Tammy Townsend ca Kira Cooper                                                    |           |                                                                    |                               |                                                                                |                    |                     |         |
| 14 | 14        | „The Neighborhood Watchdogs”                                       | Jon Rosenbaum                 | Darin Henry                                                                    | 14 iunie 2015      | 122                 | 1.95    |
| Invitati: Pentatonix, James DiGiacomo ca Petey, Jaime Moyer ca Mrs. Goldfeder, Fred Stoller ca Herb, Dat Pham ca Slippy Absent(i): Tammy Townsend ca Kira Cooper                                                               |           |                                                                    |                               |                                                                                |                    |                     |         |
| 15 | 15        | „First Friend”                                                     | Jon Rosenbaum                 | Darin Henry                                                                    | 26 iunie 2015      | 125                 | 2.91    |
| Invitati: McKaley Miller ca Eliza, James DiGiacomo ca Petey, Dat Pham ca Slippy |           |                                                                    |                               |                                                                                |                    |                     |         |
| 16 | 16        | „Operation: Other Side, Part 1”                                    | Jon Rosenbaum                 | Eileen Conn                                                                    | 12 iulie 2015      | 114                 | 1.99    |
| Invitati: Cocoa Brown ca Big Ange, Vivian Marie Lamolli ca Scar, James DiGiacomo ca Petey Absent(i): Kamil McFadden ca Ernie Cooper, Kadeem Hardison ca Craig Cooper                                                           |           |                                                                    |                               |                                                                                |                    |                     |         |
| 17 | 17        | „Operation: Other Side, Part 2”                                    | Kimberly McCullough           | Rob Lotterstein                                                                | 19 iulie 2015      | 115                 | 2.17    |
| Invitati: Ross Butler ca Brett Willis, Lee Reherman ca Victor Absent(i): Kamil McFadden ca Ernie Cooper, Tammy Townsend ca Kira Cooper                                                                                         |           |                                                                    |                               |                                                                                |                    |                     |         |
| 18 | 18        | „K.C. and the Vanishing Lady”                                      | Rich Correll                  | Cat Davis și Eddie Quintana                                                    | 26 iulie 2015      | 119                 | 2.14    |
| Invitati: Jonathan Schmock ca Lloyd, Natalija Nogulich ca Mrs. Vandervoort, Erin Matthews ca Mrs. Andrews, Noah Crawford ca Gabriel Absent(i): Veronica Dunne ca Marisa Clark                                                  |           |                                                                    |                               |                                                                                |                    |                     |         |
| 19 | 19        | „Debutante Baller” „Debutanta Baller”                              | Jon Rosenbaum                 | Raynelle Swilling și Teri Schaffer                                             | 9 august 2015      |                     | 113     |
| Invitați: Telma Hopkins ca Miss Holley, Reign Edwards ca Kitten Absent(i): Kadeem Hardison ca Craig Cooper |           |                                                                    |                               |                                                                                |                    |                     |         |
| 20 | 20        | „K.C.'s the Man”                                                   | Rosario J. Roveto, Jr.        | Teri Schaffer și Raynelle Swilling                                             | 16 august 2015     | 127                 | 1.89    |
| Invitati: Barrett Carnahan ca Spencer, Dante Swain ca Aaron, Sully Zack ca Lorenzo |           |                                                                    |                               |                                                                                |                    |                     |         |
| 21 | 21        | „Runaway Robot”                                                    | Joel Zwick                    | Rob Lotterstein                                                                | 7 septembrie 2015  | 120–121             | 2.45    |
| Special Invitat: Raven-Symoné ca Simone Invitati: Chris Ellis ca Christos, James DiGiacomo ca Petey, Mike Lane ca Paul Absent(i): Kadeem Hardison ca Craig Cooper                                                              |           |                                                                    |                               |                                                                                |                    |                     |         |
| 22 | 22        | „All Howl's Eve”                                                   | Jon Rosenbaum                 | Dava Savel                                                                     | 4 octombrie 2015   | 123                 | 1.97    |
| Special Invitati: Peyton List ca Emma, Skai Jackson ca Zuri Invitati: Rick Hall ca Agent Johnson, James DiGiacomo ca Petey, Chris O'Neal ca River                                                                              |           |                                                                    |                               |                                                                                |                    |                     |         |
| 23 | 23        | „The Get Along Vault”                                              | Phill Lewis                   | Jenn Lloyd și Kevin Bonani                                                     | 18 octombrie 2015  | 126                 | 2.39    |
| Invitat: Jaime Moyer ca Mrs. Goldfeder |           |                                                                    |                               |                                                                                |                    |                     |         |
| 24 | 24        | „Enemy of the State”                                               | Joel Zwick                    | Eileen Conn                                                                    | 8 noiembrie 2015   | 124                 | 2.06    |
| Invitati: Arden Myrin ca Maggie |           |                                                                    |                               |                                                                                |                    |                     |         |
| 25 | 25        | „'Twas the Fight Before Christmas”                                 | Joel Zwick                    | Jenn Lloyd și Kevin Bonani                                                     | 6 decembrie 2015   | 116                 | 1.29    |
| Invitat: George Wallace ca Pappa Earl |           |                                                                    |                               |                                                                                |                    |                     |         |
| 26 | 26        | „K.C. and Brett: The Final Chapter – Part 1”                       | David Kendall                 | Rob Lotterstein                                                                | 17 ianuarie 2016   | 128                 | 2.50    |
| Invitat: Sherri Shepherd ca Beverly |           |                                                                    |                               |                                                                                |                    |                     |         |
| 27 | 27        | „K.C. and Brett: The Final Chapter – Part 2”                       | Jon Rosenbaum                 | Rob Lotterstein                                                                | 24 ianuarie 2016   | 129                 | 2.02    |
| Invitat: Sherri Shepherd ca Beverly |           |                                                                    |                               |                                                                                |                    |                     |         |